# HD 4308
HD 4308 is een ster van het sterrenbeeld Toekan, 71,91 lichtjaar van de aarde. De ster heeft een massa van ongeveer 0,83 keer die van onze Zon. HD 4308 is net iets kleiner dan onze Zon en heeft een temperatuur van 5597 kelvin. 
In 2005 is er een exoplaneet, HD 4308 b, nabij de ster ontdekt. 